# Тельмана (Акмолинская область)
Те́льмана (каз. Тельман) — село в Атбасарском районе Акмолинской области Казахстана. Административный центр Тельманского сельского округа. Код КАТО — 113863100.

## География
Село расположено на берегу реки Ишим, в центрально-восточной части района, на расстоянии примерно 18 километров (по прямой) к юго-западу от административного центра района — города Атбасар. 
Абсолютная высота — 277 метров над уровнем моря. 
Ближайшие населённые пункты: село Поповка — на востоке, село Калиновка — на юго-западе. 

## Население
В 1989 году население села составляло 795 человек (из них немцы — 77 %).
В 1999 году население села составляло 623 человека (309 мужчин и 314 женщин). По данным переписи 2009 года, в селе проживали 754 человека (365 мужчин и 389 женщин). 
| Численность населения | Численность населения | Численность населения |
| 1989                  | 1999                  | 2009                  |
| --------------------- | --------------------- | --------------------- |
| 795                   | ↘623                  | ↗754                  |

## Улицы[6]
- ул. Гайдара,
- ул. Интернациональная,
- ул. Комсомольская,
- ул. Ынтымак (раньше Ленина),
- ул. Молодежная,
- ул. Советская,
- ул. Бейбитшилик (раньше Тельмана),
- ул. Школьная.